# Cupramontana
Cupramontana is een gemeente in de Italiaanse provincie Ancona (regio Marche) en telt 4859 inwoners (31-12-2004). De oppervlakte bedraagt 26,9 km², de bevolkingsdichtheid is 181 inwoners per km².
De volgende frazioni maken deel uit van de gemeente: Poggio Cupro.

## Demografie
Cupramontana telt ongeveer 1923 huishoudens. Het aantal inwoners daalde in de periode 1991-2001 met 2,7% volgens cijfers uit de tienjaarlijkse volkstellingen van ISTAT.
| Jaar | Inwoneraantal |
| ---- | ------------- |
| 1991 | 4868          |
| 2001 | 4736          |

## Geografie
De gemeente ligt op ongeveer 505 m boven zeeniveau.
Cupramontana grenst aan de volgende gemeenten: Apiro (MC), Maiolati Spontini, Mergo, Monte Roberto, Rosora, San Paolo di Jesi, Serra San Quirico, Staffolo.